# Bergortolan
Bergortolan (Emberiza buchanani) är en bergslevande asiatisk fågelart i familjen fältsparvar (Emberizidae). Den är en flyttfågel som häckar över ett stort område från Kaspiska havet till bergskedjan Altaj i Centralasien. Arten övervintrar i delar av södra Asien och precis som andra fältsparvar uppträder den, utanför häckningssäsongen, ofta i mindre flockar. Den är en mycket tillfällig gäst i Europa, med fynd bland annat i Finland och Sverige. IUCN kategoriserar den som livskraftig.

## Kännetecken

### Utseende
Bergortolanen är till utseendet lik de närbesläktade arterna ortolansparv (E. hortulana) och rostsparv (E. caesia). Den mäter 14-15,5 centimeter på längden, har lång stjärt och en ganska lång, tunn och helt rosa näbb. 
Adult hane i sommardräkt har blågrått huvud, rostrött bröst som övergår i rosaaktig undersidan, vitaktig undergump och mattbrun svagt streckad ovansida. Den har en tydlig ljus orbitalring som kontrasterar mot det svarta ögat och det blågrå huvudet. Adult hona, och hane i vinterdräkt, är mattare i färgerna och har ljusare undersida. Juvenilen är överlag brun och grå men har en svagt rödtonad skuldra. 

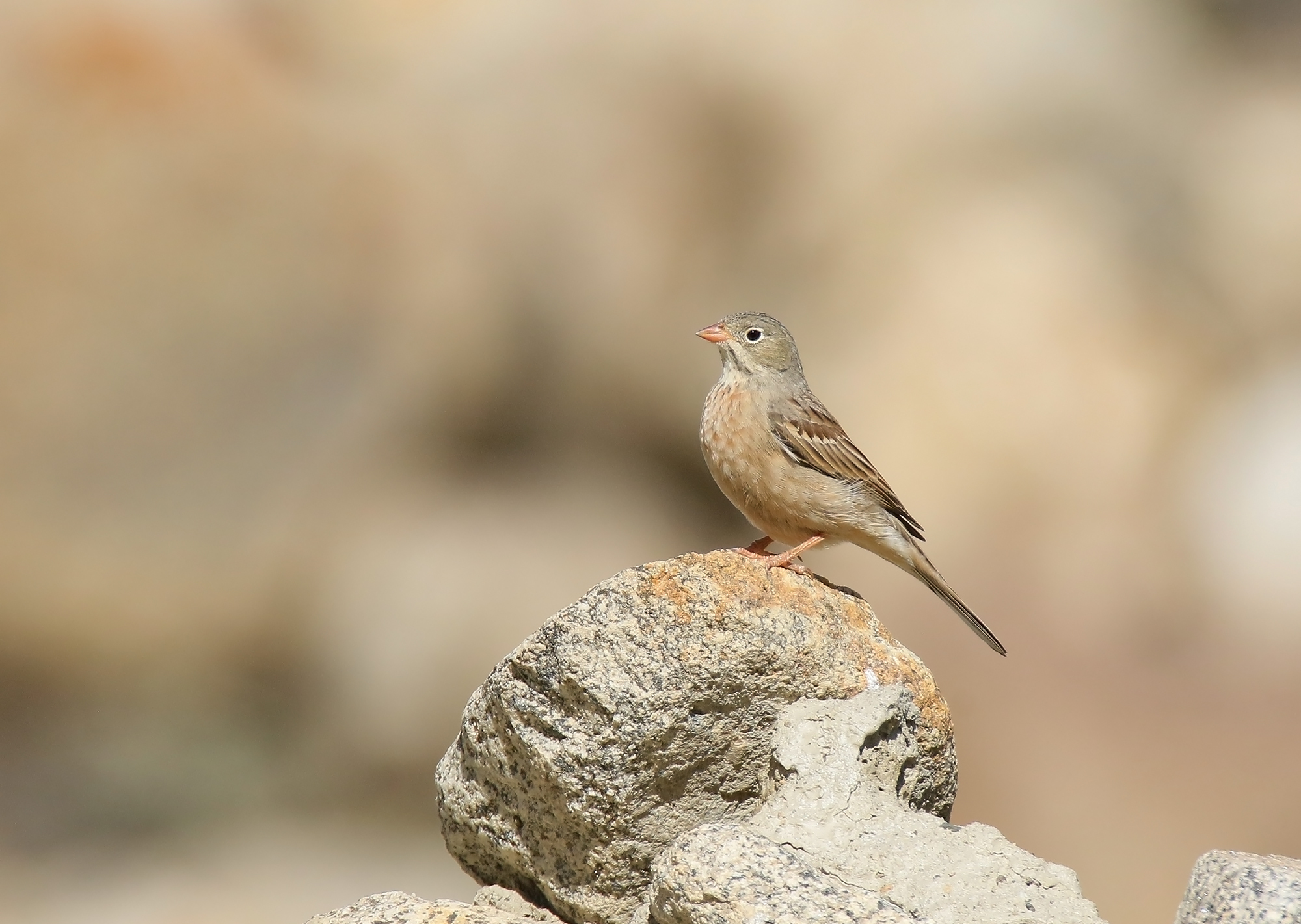
Hane.

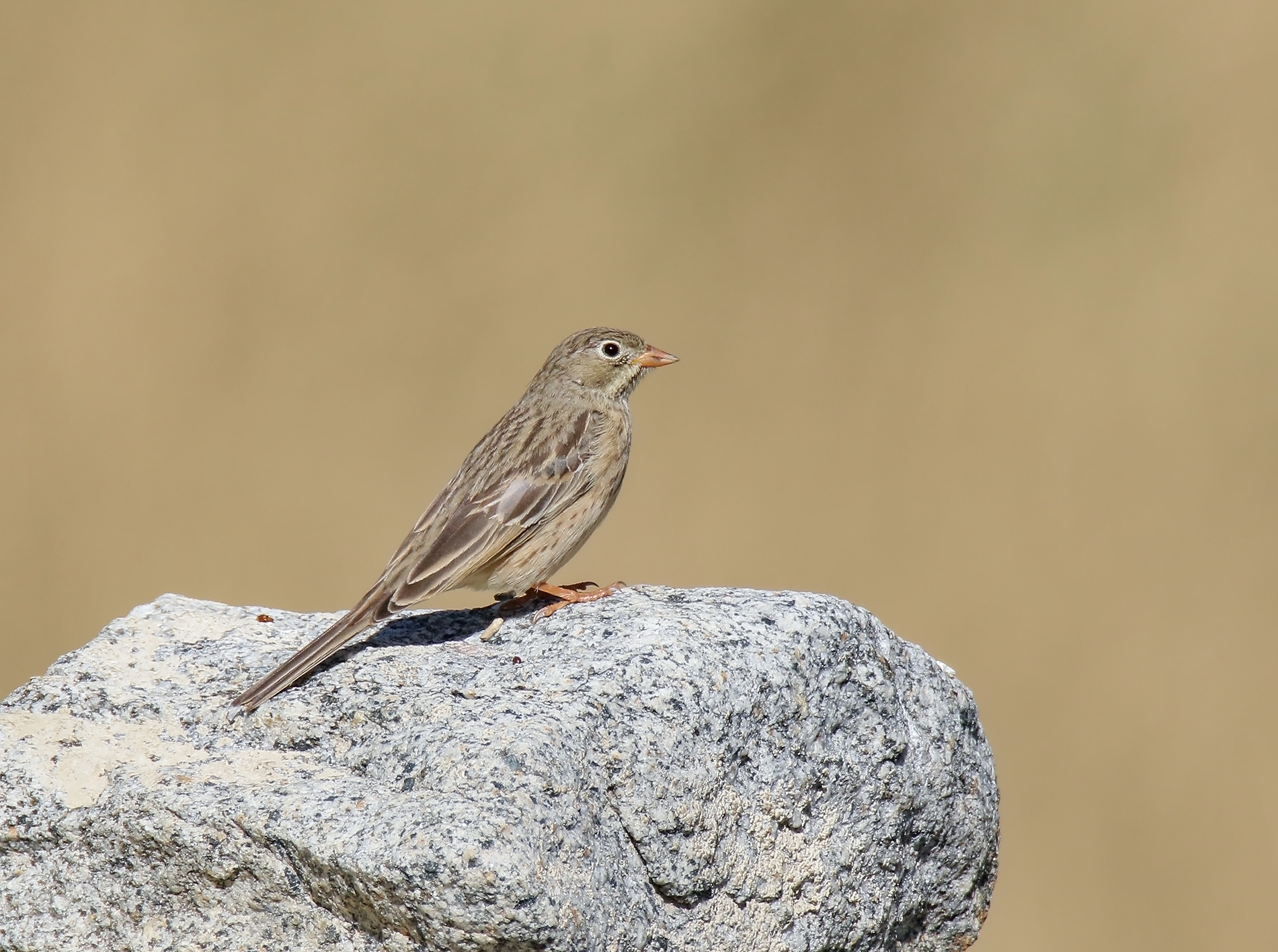
Hona.

Till skillnad från rostsparven saknar den mörkt bröstband och ortolansparven har en mer grönblå ton på huvudet. Bergortolanen har en ljust vitaktig strupe och ett tydligt ljust mustaschstreck, medan rostsparven har röströd strupe och mustaschstreck och ortlansparven har ljusgula. 

### Läte
Bergortolanen sjunger sittande på en gren och dess sång består av en serie korta och gälla noter som ökar i styrka. Locklätena är mycket lika både rostsparven och gulgrå sparv, dels ett vasst "zrip", dels ett snärtigt "tjypp".

## Utbredning och systematik
Arten beskrevs taxonomiskt första gången 1844 av Edward Blyth baserat på teckningar av Francis Buchanan-Hamilton som gett fågeln dess vetenskapliga artepitet.

### Utbredning
Bergortolanen är en flyttfågel som förekommer i palearktis och häckar lokalt i Ryssland, Kazakstan, Turkmenistan, Uzbekistan, Kirgizistan, Tadzjikistan, Turkiet, Armenien, Iran, Afghanistan, Pakistan, Mongoliet och Kina. Man beräknar att fem till 24 % av den totala populationen häckar i Europa. Icke-häckande individer drar runt sommartid och den observeras då bland annat regelbundet i Israel.
Den övervintrar i Pakistan och Indien, främst i västra och centrala delarna av Indien, från Gujarat och Uttar Pradesh och söderut till Karnataka, men har vintertid observerats så långt söderut som Sri Lanka.

### Underarter
Arten delas upp i tre underarter med följande utbredning:
- Emberiza buchanani cerrutii (de Filippi, 1863) – häckar i östra Turkiet och i Ryssland från området söder om Kaukasus till Mugodzjarbergen i Iran
- Emberiza buchanani buchanani – häckar från Afghanistan till västra Pakistan
- Emberiza buchanani neobscura (Paynter, 1903) – häckar från Tadzjikistan till västra Xinjiang, östra Kazakstan och västra Mongoliet

I verket Handbook of Western Palearctic Birds (Shirihai & Svensson 2018) rekommenderas att arten istället behandlas som monotypisk, det vill säga inte delas in i några underarter.

### Uppträdande utanför utbredningsområdet
Bergortolanen uppträder mycket sällsynt norr om sitt utbredningsområde, med sentida observationer från Finland, Nederländerna och Sverige. Att det sker så få observationer kan också bero på att icke-häckande individer som drar runt förväxlas med den vanligare ortolansparven.

### Släktskap
Bergortolanen är nära släkt med mycket lika ortolansparven (Emberiza hortulana) och rostsparven (E. caesia), men också gulgrå sparv (E. cineracea).Päckert, M., Y.-H. Sun, P. Strutzenberger, O. Valchuk, D.T. Tietze, and J. Martens (2015), Phylogenetic relationships of endemic bunting species (Aves, Passeriformes, Emberizidae, Emberiza) from the eastern Qinghai-Tibet Plateau, Vertebrate Zool. 65, 135-150.

## Ekologi

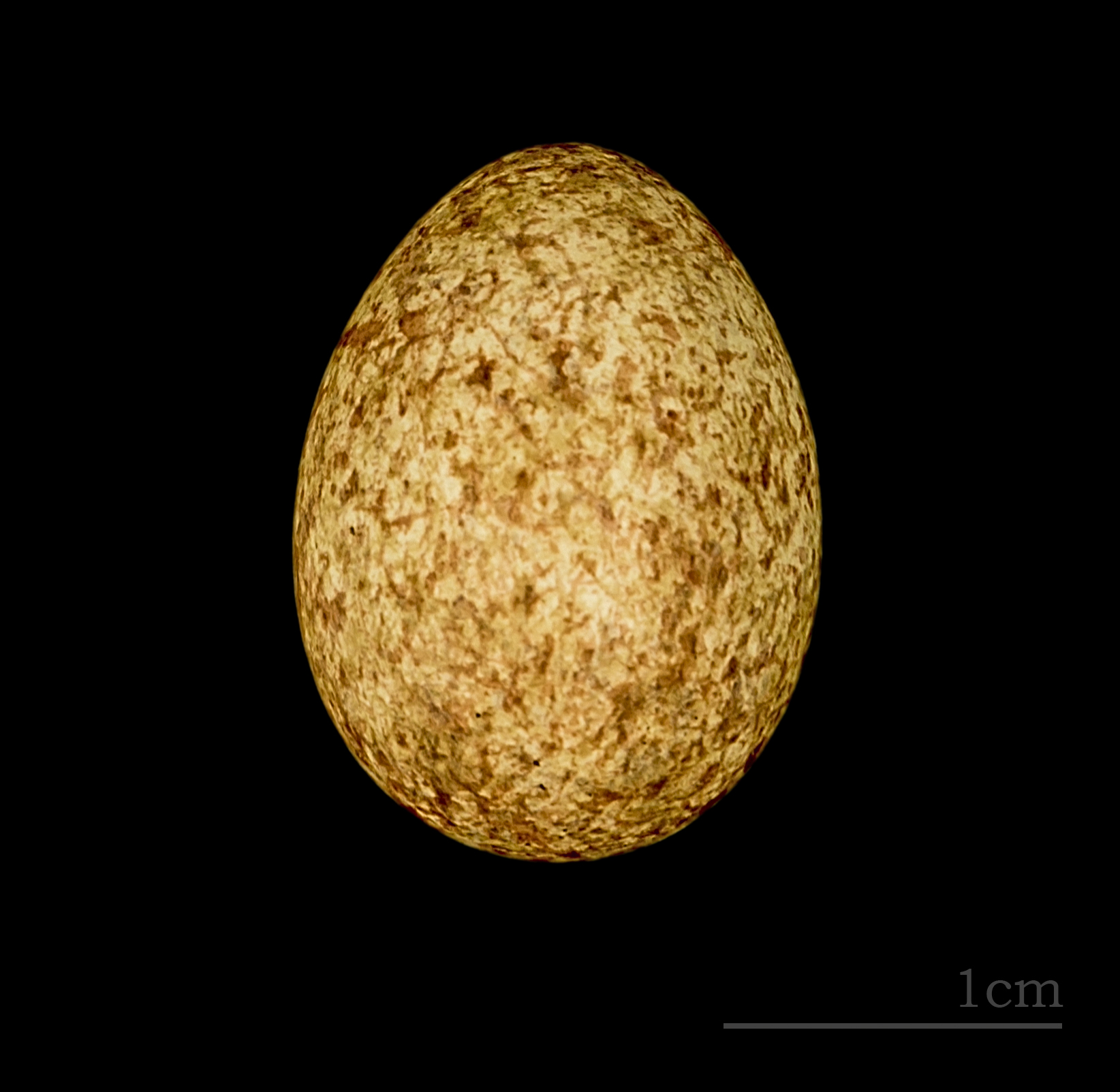
Bergortolanens ägg.

Bergortolanen häckar på gräsmarker i bergsområden med tempererat klimat, oftast på höjder under 2 100 meter över havet. I sina vinterkvarter förekommer den ofta på igenväxta åkrar eller stubbåkrar. Den placerar sitt bo direkt på marken under ett skydd av överhängande vegetation. Boet fodras med gräs och päls. Claud Ticehurst noterade att hanar och honor flyttar vid separata tillfällen.

## Status
Arten har ett stort utbredningsområde och internationella naturvårdsunionen IUCN kategoriserar arten som livskraftig. Beståndsutvecklingen är dock oklar. Världspopulationen är relativt liten, uppskattad till mellan knappt 14 000 och drygt 40 000 vuxna individer.